# Zahabi Ould Sidi Mohamed
Zahabi Ould Sidi Mohamed, né à Goundam (Mali) en 1958, est une personnalité politique malienne.

## Biographie
Zahabi Ould Sidi Mohamed est diplômé de l'ENA. Il en sort major de sa promotion et poursuit ses études en France, à la Sorbonne où il obtient un DEA en Sociologie du Tiers Monde.
De 1985 à 1992 il travaille comme directeur adjoint chargé de programme dans une ONG Norvégienne dans le nord du Mali avant de prendre part à la rébellion arabo-touarègue des années 1990 en tant que porte-parole de la coordination des Mouvements et Fronts unifiés de l'Azawad (MFUA) pour négocier des accords de paix. De 1991 à 1992, il est principal négociateur et signataire du Pacte national entre les MFUA et le gouvernement. Il participe en 1992 à la signature des accords de paix mettant fin au conflit,.
Zahabi Ould Sidi Mohamed poursuit ensuite une carrière de plus de 20 ans à l'Organisation des Nations unies. Il est conseiller politique du représentant du Secrétaire général des Nations unies en Haïti (1994-1996). Il occupe plusieurs fonctions dans le système onusien (Haïti, RD du Congo, Somalie, Côte d’Ivoire, Soudan, Soudan du Sud). Au moment de sa nomination au Ministère des Affaires Étrangères Malienne , il était Directeur de la division des Affaires de la médiation avec la Mission des nations Unies en Somalie.
En 2013, après la victoire d'Ibrahim Boubacar Keïta à la présidentielle, il est nommé ministre des Affaires étrangères dans le gouvernement Ly.
En 2014, il est nommé ministre de La Réconciliation Nationale dans le gouvernement de Moussa Mara.
En 2016, il est nommé président de la Commission Nationale de Désarmement, Démobilisation, Réinsertion (CN-DDR), une des exigences fondamentales de l'accord pour la paix et la réconciliation nationale issu du processus d'Alger.
En janvier 2020, le premier ministre Dr. Boubou Cissé le décore Commandeur de l'Ordre National du Mali pour son engagement à la nation.